# Superfarmář
Superfarmář je stolní hra, kterou vymyslel polský matematik a univerzitní profesor Karol Borsuk v roce 1943 ve Varšavě. Po uzavření Varšavské univerzity za 2. světové války se ocitl bez zaměstnání, a tak vymyslel hru pod původním názvem Hodowla zwierzątek (v češtině Chov zvířátek). Hru vyráběla Borsukova žena Zofia, obrázky zvířat nakreslina Janina Śliwicka. Přestože originál hry shořel v roce 1944, jeden exemplář se zachoval, a tak mohla být hra vydána v roce 1997 znovu. Stalo se tak ku příležitosti 15 let od úmrtí jejího autora.
Hra obsahuje:
- 2 různé dvanáctistěnné kostky
- 128 kartiček s obrázky zvířat
  - 60 králíků
  - 24 ovcí
  - 20 prasat
  - 12 krav
  - 6 koní
  - 4 malé psy
  - 2 velké psy
- převodní tabulku
- pravidla hry

Hra spočívá v tom, že hráči házejí oběma kostkami. V případě, že má hráč alespoň jeden pár stejného zvířete (včetně těch na kostce), obdrží za každý takový pár totéž zvíře. Před každým hodem může hráč požádat o výměnu zvířat, ta se vyměňují podle následující tabulky:
- 1 ovce = 6 králíků
- 1 prase = 2 ovce
- 1 kráva = 3 prasata
- 1 kůň = 2 krávy
- 1 malý pes = 1 ovce
- 1 velký pes = 1 kráva

Kromě zmíněných zvířat je na kostce ještě vlk a liška. Pokud hráč hodí lišku, přijde o malého psa, pokud ho nemá, přijde o všechny králíky. Pokud padne hráči vlk, přijde o velkého psa, nebo o všechna zvířata kromě koně a malého psa.
Cílem hry je stát se Superfarmářem, tj. získat jako první stádo, v němž bude alespoň jedno zvíře každého druhu, tedy 1 koně, 1 krávu, 1 prase, 1 ovci a 1 králíka.

## Další edice

### Superfarmář de luxe
K 25. výročí úmrtí Karola Borsuka (a 100 let od narození jeho ženy) společnost Granna v roce 2007 vydala přepracovanou verzi hry, která je barevnější a dynamičtější. Nově obsahuje 4 hrací desky, které představují pomyslnou ohradu, v níž se shromažďují získaná zvířata každého hráče. Psi již nejsou na kartičkách, ale v podobě plastových figurek. Větší dynamiky hry lze dosáhnout úpravou pravidel, např. liška nechytí všechny králiky, jednomu se podaří uniknout (hráči zůstáva) nebo padne-li na kostce vlk, hráči vedle koně zůstávají i všichni králíci.

### Limitované edice
Na českém trhu společnost Granna uvedla také dvě limitované edice hry. Superfarmář & Koza obsahuje kartonovou figurku kozy (získá se výměnou za ovci), kterou lze soupeřovi zablokovat chov prasat, kráv, nebo koně (jen pokud tento druh dosud v soupeřově ohradě není). Ve hře Superfarmář & Jezevec je zase kartonová figurka jezevce, který funguje jako žolík místo libovolného zvířete. Jezevce hráč získává, přijde-li o svá zvířata kvůli lišce nebo vlkovi. Obě limitované edice jsou vzájemně kompatibilní, tzn. obě figurky je možné použít současně v jedné hře.  